# Marele Premiu al Qatarului din 2023
Marele Premiu al Qatarului din 2023 (cunoscut oficial ca Formula 1 Qatar Airways Qatar Grand Prix 2023) a fost o cursă auto de Formula 1 ce s-a desfășurat pe 8 octombrie 2023 pe Circuitul Internațional Lusail din Lusail, Qatar. Cursa a fost cea de-a șaptesprezecea etapă și al treilea weekend de Mare Premiu din Campionatul Mondial de Formula 1 al FIA din 2023 care a folosit formatul de sprint. Max Verstappen a câștigat al treilea său campionat al piloților după ce coechipierul său, Sergio Pérez, singurul care îl mai putea ajunge, a abandonat în sprint.
Verstappen și-a asigurat pole position pentru cursă în timpul calificărilor, înainte de a termina pe locul al doilea în cursa de sprint, în spatele lui Oscar Piastri de la McLaren. Verstappen a fost la conducerea cursei în toate tururile și a câștigat cursa în fața lui Piastri și Lando Norris, înscriind al patrulea său grand chelem.
Piloții au fost grav afectați de căldura extremă pe tot parcursul weekendului, mai mulți considerând cursa ca fiind cea mai dificilă pe care au experimentat-o vreodată. Dificultatea a fost, de asemenea, exacerbată de implementarea în ultimul minut a unei perioade pe un set de pneuri de maximum 18 ture, recomandată de Pirelli și impusă de FIA. Regula a venit ca răspuns la observațiile privind o separare între cordonul carcasei și compusul de acoperire de pe anvelope, care ar putea duce la o explozie.

## Context
Punctul de detectare DRS a fost mutat mai înapoi, fiind poziționat la 40 de metri după virajul 15.
Furnizorul de anvelope Pirelli a adus compușii de anvelope C1, C2 și C3 (denumiți dur, mediu și, respectiv, moale) pentru ca echipele să le folosească la eveniment.
În urma analizelor de după antrenamente și calificări, Pirelli și-a exprimat îngrijorarea cu privire la pagubele cauzate de vibratoare. Ca răspuns, limitele pistei din virajele 12 și 13 au fost modificate peste noapte și sâmbătă a fost adăugată programului o sesiune de aclimatizare de zece minute. FIA a declarat că, în cazul în care preocupările privind anvelopele persistă în urma sesiunii de sâmbătă de aclimatizare a pistei, va introduce o limită a numărului maxim de tururi pe care le-ar putea rula anvelopele: 20 de tururi pentru primul set de anvelope în timpul cursei și 22 de tureuri pentru seturile ulterioare, inclusiv tururile din sesiunile anterioare. Acest lucru ar necesita ca fiecare pilot să facă cel puțin trei opriri la boxe pentru anvelope în cursă.
Datorită frecvenței intervențiilor cu mașina de siguranță în sprint, datele anvelopelor disponibile pentru analiza de către Pirelli au fost insuficiente pentru a se adăuga la cele deja întreprinse în urma sesiunilor anterioare pe pistă. Pentru duminică, FIA a modificat numărul maxim de tururi pentru care ar putea fi rulate anvelopele, la 18 tururi pentru fiecare set de anvelope, în scădere de la 20, în pregătirea cursei. Mandatul de a efectua trei opriri la boxe a fost eliminat, deși aceasta a rămas consecința regulii de 18 tururi per anvelopă. Tururile parcurse în spatele mașinii de siguranță nu vor fi luate în considerare pentru durata de viață a anvelopei în ceea ce privește limita de 18 tururi, ceea ce înseamnă că o intervenție a mașinii de siguranță în timpul cursei ar putea face permisă o strategie cu două opriri. Regula a marcat pentru prima dată când FIA a impus timp maxim de stint într-o cursă de F1 din motive de siguranță.

## Sprint

### Calificările pentru sprint
Calificările pentru cursa sprint au avut loc sâmbătă, 7 octombrie, programate să înceapă de la ora locală 16:00 UTC+3, 16:00 EEST, dar au fost întârziate cu 30 de minute datorită unei sesiuni suplimentare de aclimatizare a pistei.
| Poz.                  | Nr. | Pilot            | Constructor                  | Timpi calificări | Timpi calificări | Timpi calificări | Grila sprint |
| Poz.                  | Nr. | Pilot            | Constructor                  | SQ1              | SQ2              | SQ3              | Grila sprint |
| --------------------- | --- | ---------------- | ---------------------------- | ---------------- | ---------------- | ---------------- | ------------ |
| 1                     | 81  | Oscar Piastri    | McLaren-Mercedes             | 1:25,979         | 1:25,496         | 1:24,454         | 1            |
| 2                     | 4   | Lando Norris     | McLaren-Mercedes             | 1:25,672         | 1:24,947         | 1:24,536         | 2            |
| 3                     | 1   | Max Verstappen   | Red Bull Racing-Honda RBPT   | 1:25,510         | 1:25,199         | 1:24,646         | 3            |
| 4                     | 63  | George Russell   | Mercedes                     | 1:25,413         | 1:25,027         | 1:24,841         | 4            |
| 5                     | 55  | Carlos Sainz Jr. | Ferrari                      | 1:25,872         | 1:25,433         | 1:25,155         | 5            |
| 6                     | 16  | Charles Leclerc  | Ferrari                      | 1:26,266         | 1:25,367         | 1:25,247         | 6            |
| 7                     | 27  | Nico Hülkenberg  | Haas-Ferrari                 | 1:26,450         | 1:25,499         | 1:25,320         | 7            |
| 8                     | 11  | Sergio Pérez     | Red Bull Racing-Honda RBPT   | 1:26,123         | 1:25,143         | 1:25,382         | 8            |
| 9                     | 14  | Fernando Alonso  | Aston Martin Aramco-Mercedes | 1:25,936         | 1:25,344         | Fără timp        | 9            |
| 10                    | 31  | Esteban Ocon     | Alpine-Renault               | 1:26,072         | 1:25,510         | Fără timp        | 10           |
| 11                    | 10  | Pierre Gasly     | Alpine-Renault               | 1:25,829         | 1:25,686         | N/A              | 11           |
| 12                    | 44  | Lewis Hamilton   | Mercedes                     | 1:26,424         | 1:25,962         | N/A              | 12           |
| 13                    | 77  | Valtteri Bottas  | Alfa Romeo-Ferrari           | 1:26,449         | 1:26,236         | N/A              | 13           |
| 14                    | 40  | Liam Lawson      | AlphaTauri-Honda RBPT        | 1:26,202         | 1:26,584         | N/A              | 14           |
| 15                    | 24  | Zhou Guanyu      | Alfa Romeo-Ferrari           | 1:26,669         | 1:54,546         | N/A              | 15           |
| 16                    | 18  | Lance Stroll     | Aston Martin Aramco-Mercedes | 1:26,849         | N/A              | N/A              | 16           |
| 17                    | 23  | Alexander Albon  | Williams-Mercedes            | 1:26,862         | N/A              | N/A              | 17           |
| 18                    | 22  | Yuki Tsunoda     | AlphaTauri-Honda RBPT        | 1:26,926         | N/A              | N/A              | 18           |
| 19                    | 20  | Kevin Magnussen  | Haas-Ferrari                 | 1:27,438         | N/A              | N/A              | 19           |
| Regula 107%: 1:31,391 |     |                  |                              |                  |                  |                  |              |
| —                     | 2   | Logan Sargeant   | Williams-Mercedes            | 2:05,741         | N/A              | N/A              | 20           |
| Sursa:                |     |                  |                              |                  |                  |                  |              |

Note
- ^1 – Logan Sargeant nu a stabilit un timp în limita cerinței de 107%. I s-a permis să concureze în sprint la discreția comisariilor de cursă.[9]

### Cursa sprint
Sprintul a avut loc tot pe 7 octombrie 2023, având startul la ora locală 20:30 (UTC+3), 20:30 EEST, cu distanța de 19 tururi.
| Poz.                                                                                 | Nr. | Pilot            | Constructor                  | Tururi | Timp/Retras | Grilă | Puncte |
| ------------------------------------------------------------------------------------ | --- | ---------------- | ---------------------------- | ------ | ----------- | ----- | ------ |
| 1                                                                                    | 81  | Oscar Piastri    | McLaren-Mercedes             | 19     | 35:01,297   | 1     | 8      |
| 2                                                                                    | 1   | Max Verstappen   | Red Bull Racing-Honda RBPT   | 19     | +1,871      | 3     | 7      |
| 3                                                                                    | 4   | Lando Norris     | McLaren-Mercedes             | 19     | +8,497      | 2     | 6      |
| 4                                                                                    | 63  | George Russell   | Mercedes                     | 19     | +11,036     | 4     | 5      |
| 5                                                                                    | 44  | Lewis Hamilton   | Mercedes                     | 19     | +17,314     | 12    | 4      |
| 6                                                                                    | 55  | Carlos Sainz Jr. | Ferrari                      | 19     | +18,806     | 5     | 3      |
| 7                                                                                    | 23  | Alexander Albon  | Williams-Mercedes            | 19     | +19,864     | 17    | 2      |
| 8                                                                                    | 14  | Fernando Alonso  | Aston Martin Aramco-Mercedes | 19     | +21,180     | 9     | 1      |
| 9                                                                                    | 10  | Pierre Gasly     | Alpine-Renault               | 19     | +21,742     | 11    |        |
| 10                                                                                   | 77  | Valtteri Bottas  | Alfa Romeo-Ferrari           | 19     | +22,208     | 13    |        |
| 11                                                                                   | 22  | Yuki Tsunoda     | AlphaTauri-Honda RBPT        | 19     | +22,863     | 18    |        |
| 12                                                                                   | 16  | Charles Leclerc  | Ferrari                      | 19     | +24,860     | 6     |        |
| 13                                                                                   | 20  | Kevin Magnussen  | Haas-Ferrari                 | 19     | +24,970     | 19    |        |
| 14                                                                                   | 24  | Zhou Guanyu      | Alfa Romeo-Ferrari           | 19     | +26,868     | 15    |        |
| 15                                                                                   | 18  | Lance Stroll     | Aston Martin Aramco-Mercedes | 19     | +29,523     | 16    |        |
| Ab                                                                                   | 27  | Nico Hülkenberg  | Haas-Ferrari                 | 11     | Avarii      | 7     |        |
| Ab                                                                                   | 31  | Esteban Ocon     | Alpine-Renault               | 10     | Coliziune   | 10    |        |
| Ab                                                                                   | 11  | Sergio Pérez     | Red Bull Racing-Honda RBPT   | 10     | Coliziune   | 8     |        |
| Ab                                                                                   | 2   | Logan Sargeant   | Williams-Mercedes            | 2      | Accident    | 20    |        |
| Ab                                                                                   | 40  | Liam Lawson      | AlphaTauri-Honda RBPT        | 0      | Accident    | 14    |        |
| Cel mai rapid tur: Max Verstappen (Red Bull Racing-Honda RBPT) – 1:25,604 (turul 17) |     |                  |                              |        |             |       |        |
| Sursa:                                                                               |     |                  |                              |        |             |       |        |

Note
- ^1 – Charles Leclerc a terminat pe locul 7 pe pistă, dar a primit o penalizare de cinci secunde după sprint pentru depășirea limitelor pistei.[10]
- ^2 – Lance Stroll a terminat pe locul 13 pe pistă, dar a primit o penalizare de cinci secunde după sprint pentru depășirea limitelor pistei.[10]

## Marele Premiu

### Calificări
Calificările pentru Marele Premiu au avut loc pe 6 octombrie 2023, începând cu ora locală 20:00 (UTC+3), 20:00 EEST.
| Poz.                  | Nr. | Pilot            | Constructor                  | Timpi calificări | Timpi calificări | Timpi calificări | Grila finală |
| Poz.                  | Nr. | Pilot            | Constructor                  | Q1               | Q2               | Q3               | Grila finală |
| --------------------- | --- | ---------------- | ---------------------------- | ---------------- | ---------------- | ---------------- | ------------ |
| 1                     | 1   | Max Verstappen   | Red Bull Racing-Honda RBPT   | 1:25,007         | 1:24,483         | 1:23,778         | 1            |
| 2                     | 63  | George Russell   | Mercedes                     | 1:25,334         | 1:24,827         | 1:24,219         | 2            |
| 3                     | 44  | Lewis Hamilton   | Mercedes                     | 1:26,076         | 1:24,381         | 1:24,305         | 3            |
| 4                     | 14  | Fernando Alonso  | Aston Martin Aramco-Mercedes | 1:25,223         | 1:25,241         | 1:24,369         | 4            |
| 5                     | 16  | Charles Leclerc  | Ferrari                      | 1:25,452         | 1:25,079         | 1:24,424         | 5            |
| 6                     | 81  | Oscar Piastri    | McLaren-Mercedes             | 1:25,266         | 1:24,724         | 1:24,540         | 6            |
| 7                     | 10  | Pierre Gasly     | Alpine-Renault               | 1:25,566         | 1:24,918         | 1:24,553         | 7            |
| 8                     | 31  | Esteban Ocon     | Alpine-Renault               | 1:25,711         | 1:24,928         | 1:24,763         | 8            |
| 9                     | 77  | Valtteri Bottas  | Alfa Romeo-Ferrari           | 1:26,038         | 1:25,297         | 1:25,058         | 9            |
| 10                    | 4   | Lando Norris     | McLaren-Mercedes             | 1:25,131         | 1:24,685         | Fără timp        | 10           |
| 11                    | 22  | Yuki Tsunoda     | AlphaTauri-Honda RBPT        | 1:26,058         | 1:25,301         | N/A              | 11           |
| 12                    | 55  | Carlos Sainz Jr. | Ferrari                      | 1:25,808         | 1:25,328         | N/A              | 12           |
| 13                    | 11  | Sergio Pérez     | Red Bull Racing-Honda RBPT   | 1:25,991         | 1:25,462         | N/A              | LB           |
| 14                    | 23  | Alexander Albon  | Williams-Mercedes            | 1:26,118         | 1:25,707         | N/A              | 13           |
| 15                    | 27  | Nico Hülkenberg  | Haas-Ferrari                 | 1:25,904         | 1:25,783         | N/A              | 14           |
| 16                    | 2   | Logan Sargeant   | Williams-Mercedes            | 1:26,210         | N/A              | N/A              | 15           |
| 17                    | 18  | Lance Stroll     | Aston Martin Aramco-Mercedes | 1:26,345         | N/A              | N/A              | 16           |
| 18                    | 40  | Liam Lawson      | AlphaTauri-Honda RBPT        | 1:26,635         | N/A              | N/A              | 17           |
| 19                    | 20  | Kevin Magnussen  | Haas-Ferrari                 | 1:27,046         | N/A              | N/A              | 18           |
| 20                    | 24  | Zhou Guanyu      | Alfa Romeo-Ferrari           | 1:27,432         | N/A              | N/A              | 19           |
| Regula 107%: 1:30,957 |     |                  |                              |                  |                  |                  |              |
| Sursa:                |     |                  |                              |                  |                  |                  |              |

Note
- ^1 – Sergio Pérez s-a calificat pe locul 13, dar a fost nevoit să înceapă cursa din spatele grilei pentru că și-a depășit cota de elemente ale unității de putere. Apoi, a trebuit să înceapă cursa de pe linia boxelor deoarece noile elemente cu specificații diferite față de cele utilizate inițial au fost instalate pe mașina lui în condiții de parc închis fără aprobarea delegatului tehnic iar noul șasiu a fost considerat ca fiind o mașină nouă introdusă pentru el.[12]

### Cursa
Cursa a avut loc pe 8 octombrie 2023 începând cu ora locală 20:00 (UTC+3), ora 20:00 EEST, având distanța de 57 de tururi.
| Poz.                                                                                 | Nr. | Pilot            | Constructor                  | Tururi | Timp/Retras             | Grilă | Puncte |
| ------------------------------------------------------------------------------------ | --- | ---------------- | ---------------------------- | ------ | ----------------------- | ----- | ------ |
| 1                                                                                    | 1   | Max Verstappen   | Red Bull Racing-Honda RBPT   | 57     | 1:27:39,168             | 1     | 26     |
| 2                                                                                    | 81  | Oscar Piastri    | McLaren-Mercedes             | 57     | +4,833                  | 6     | 18     |
| 3                                                                                    | 4   | Lando Norris     | McLaren-Mercedes             | 57     | +5,969                  | 10    | 15     |
| 4                                                                                    | 63  | George Russell   | Mercedes                     | 57     | +34,119                 | 2     | 12     |
| 5                                                                                    | 16  | Charles Leclerc  | Ferrari                      | 57     | +38,976                 | 5     | 10     |
| 6                                                                                    | 14  | Fernando Alonso  | Aston Martin Aramco-Mercedes | 57     | +49,032                 | 4     | 8      |
| 7                                                                                    | 31  | Esteban Ocon     | Alpine-Renault               | 57     | +1:02,390               | 8     | 6      |
| 8                                                                                    | 77  | Valtteri Bottas  | Alfa Romeo-Ferrari           | 57     | +1:06,563               | 9     | 4      |
| 9                                                                                    | 24  | Zhou Guanyu      | Alfa Romeo-Ferrari           | 57     | +1:16,127               | 19    | 2      |
| 10                                                                                   | 11  | Sergio Pérez     | Red Bull Racing-Honda RBPT   | 57     | +1:20,181               | LB    | 1      |
| 11                                                                                   | 18  | Lance Stroll     | Aston Martin Aramco-Mercedes | 57     | +1:21,652               | 16    |        |
| 12                                                                                   | 10  | Pierre Gasly     | Alpine-Renault               | 57     | +1:22,300               | 7     |        |
| 13                                                                                   | 23  | Alexander Albon  | Williams-Mercedes            | 57     | +1:31,014               | 13    |        |
| 14                                                                                   | 20  | Kevin Magnussen  | Haas-Ferrari                 | 56     | +1 tur                  | 18    |        |
| 15                                                                                   | 22  | Yuki Tsunoda     | AlphaTauri-Honda RBPT        | 56     | +1 tur                  | 11    |        |
| 16                                                                                   | 27  | Nico Hülkenberg  | Haas-Ferrari                 | 56     | +1 tur                  | 12    |        |
| 17                                                                                   | 40  | Liam Lawson      | AlphaTauri-Honda RBPT        | 56     | +1 tur                  | 17    |        |
| Ab                                                                                   | 2   | Logan Sargeant   | Williams-Mercedes            | 40     | Insolație               | 15    |        |
| Ab                                                                                   | 44  | Lewis Hamilton   | Mercedes                     | 0      | Coliziune               | 3     |        |
| NS                                                                                   | 55  | Carlos Sainz Jr. | Ferrari                      | 0      | Scurgere de combustibil | –     |        |
| Cel mai rapid tur: Max Verstappen (Red Bull Racing-Honda RBPT) – 1:24,319 (turul 56) |     |                  |                              |        |                         |       |        |
| Sursa:                                                                               |     |                  |                              |        |                         |       |        |

Note
- ^1 – Include un punct pentru cel mai rapid tur.[14]
- ^2 – Sergio Pérez a terminat pe locul 11, dar a primit o penalizare de cinci secunde pentru depășirea limitelor pistei. El a câștigat o poziție în urma penalizării lui Lance Stroll.[13]
- ^3 – Lance Stroll a terminat pe locul 9, dar a primit două penalizări de cinci secunde pentru depășirea limitelor pistei.[13]
- ^4 – Pierre Gasly a terminat pe locul 10, dar a primit două penalizări de cinci secunde pentru depășirea limitelor pistei.[13]
- ^5 – Alexander Albon a primit două penalizări de cinci secunde pentru depășirea limitelor pistei. Poziția sa finală nu a fost afectată de penalizare.[13]
- ^6 – Nico Hülkenberg trebuia să înceapă cursa de pe locul 14, dar a pornit din greșeală de pe locul 12, care fusese lăsat liber de Carlos Sainz Jr., acesta neputând începe. A primit o penalizare de zece secunde pentru această greșeală.[13]
- ^7 – Carlos Sainz Jr. nu a început cursa din cauza unei scurgeri de combustibil. Locul său pe grilă a fost ocupat în mod eronat de către Nico Hülkenberg.[13]

## Clasamentele campionatelor după cursă
|        | Poz. | Pilot            | Pct. |
| ------ | ---- | ---------------- | ---- |
|        | 1    | Max Verstappen*  | 433  |
|        | 2    | Sergio Pérez     | 224  |
|        | 3    | Lewis Hamilton   | 194  |
|        | 4    | Fernando Alonso  | 183  |
|        | 5    | Carlos Sainz Jr. | 153  |
| Sursa: |      |                  |      |

|        | Poz. | Constructor                  | Pct. |
| ------ | ---- | ---------------------------- | ---- |
|        | 1    | Red Bull Racing-Honda RBPT*  | 657  |
|        | 2    | Mercedes                     | 326  |
|        | 3    | Ferrari                      | 298  |
|        | 4    | Aston Martin Aramco-Mercedes | 230  |
|        | 5    | McLaren-Mercedes             | 219  |
| Sursa: |      |                              |      |

- Notă: Doar primele cinci locuri sunt prezentate în ambele clasamente.
- Concurenții îngroșați și marcați cu un asterisc sunt campionii mondiali din 2023.